# Clemens Heidenreich Droste zu Vischering

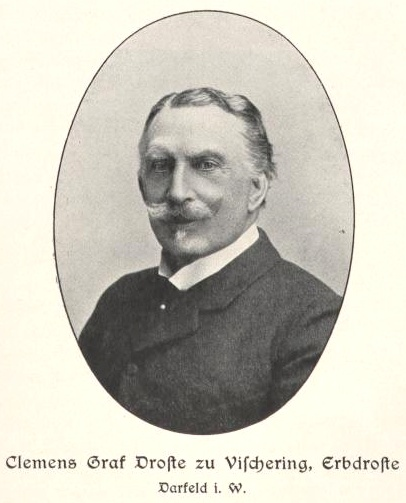
Clemens Graf Droste zu Vischering

Clemens Heidenreich Franz Graf Droste zu Vischering (* 14. August 1832 in Münster; † 20. August 1923 in Wasserschloss Darfeld) war ein preußischer Gutsbesitzer und deutscher Politiker.

## Leben

### Herkunft und Familie
Droste zu Vischering stammt aus dem westfälischen Uradelsgeschlecht Droste zu Vischering, einem der ältesten und bedeutendsten in Westfalen. Seine Eltern waren Maximilian Heidenreich Ludwig Droste zu Vischering (* 1794, † 1849) und Auguste von Aicholt (* 1800, † 1840). Sein Großvater war Adolf Heidenreich Droste zu Vischering.
Am 5. August 1858 heiratete Clemens in Assen Helene Gräfin von Galen (* 18. Dezember 1837; † 22. Oktober 1917). Das Paar hatte folgende Kinder:
- Maximilien (1863–1938) ⚭ 1893 Sophie Gräfin von Waldburg zu Zeil und Trauchburg (1869–1906)
- Maria (1863–1899) (Zwillingsschwester von Maximilian), wird in der katholischen Kirche als Selige verehrt
- Wilhelm (* 1865) ⚭ 1891 Antonia Freiin von Wendt (* 1869)
- Anna (* 1866) ⚭ 1890 Adolf Freiherr von Oer (1863–1941)
- Elisabeth (* 1883)

### Werdegang
Clemens Heidenreich studierte an den Universitäten Bonn und Berlin Jura. An der Forstakademie Tharandt erwarb er Kenntnisse für seine späteren Aufgaben als Fideikommissherr. Nach dem Tode seines Vaters wurde er Erbdroste zu Darfeld.
Von 1863 bis 1866 war er Mitglied der ersten Kammer des Königreichs Hannover. 1862 (als Vertreter des Herzogs von Croy), 1864 bis 1885 (für den Stand der Ritterschaft im Wahlbezirk West-Münster) und wieder 1892 (für den Wahlkreis Coesfeld) war er Abgeordneter des westfälischen Provinziallandtags auf, wo er sich zum Wortführer der gemäßigt-konservativen Adligen etablierte. 1865 bis 1873 hatte er die Funktion des Ehrenamtmannes im Amt Darfeld inne, aus dem er wegen eines Disziplinarverfahrens ausschied.
1874 stieg Droste zu Vischering zum Vorsitzenden des Zentralkomitees der deutschen Katholiken auf. 1879 erhielt er als Kandidat der Zentrumspartei in seinem Reichstagswahlkreis Regierungsbezirk Kassel 7 die Mehrheit der Stimmen und zog in den Reichstag ein, dem er bis 1893 angehörte.
Nach Ende seiner Laufbahn als Reichstagsabgeordneter war Droste zu Vischering Präsident der Deutschen Katholikentage (1898 bis 1920). In dieser Zeit bekam er den Titel Ehrenritter des Malteserordens verliehen und wurde zum Geheimen Kämmerer des Papstes Leo XIII. 1901 berief ihn Kaiser Wilhelm II. ins Preußische Herrenhaus, dem er bis zur Novemberrevolution 1918 angehörte.